# Egon Scotland
Egon Scotland (* 7. Oktober 1948 in Hagen; † 26. Juli 1991 in Sisak, Kroatien) war ein deutscher Journalist.

## Leben und Wirken
Scotland war ab 1975 für die Deutsche Presse-Agentur (dpa) tätig und kam später zur Süddeutschen Zeitung, für die er hauptsächlich aus dem Bayerischen Landtag berichtete. Scotland war mit der Journalistin Christiane Schlötzer verheiratet.

## Tod im Kroatienkrieg
Im Sommer 1991 reiste er nach Kroatien, um über den sich verschärfenden Konflikt zwischen Kroaten und Serben (Kroatienkrieg) zu schreiben. In Sorge um eine befreundete dpa-Kollegin machte er sich am 26. Juli 1991 mit einem anderen Reporter auf den Weg in das umkämpfte Gebiet um Glina. In dem Dorf Jukinac wurde er in seinem als Pressefahrzeug gekennzeichneten Wagen von einem Scharfschützen getroffen und erlag wenig später im Krankenhaus der Stadt Sisak seinen Verletzungen.
Am 29. Juli 1991 gedachte der Bayerische Landtag des ermordeten Journalisten. Postum wurde dem Kriegsopfer die Bayerische Verfassungsmedaille in Gold verliehen. Sein Grab befindet sich auf dem Friedhof Haidhausen in München.
Scotlands Tötung in der Ausübung seines Berufs löste in Deutschland Diskussionen zum besseren Schutz von Journalisten aus. In der Folge wurden 1993 in München der Verein „Journalisten helfen Journalisten“ und 1994 in Berlin die Deutsche Sektion von Reporter ohne Grenzen gegründet.
Der Bayerische Rundfunk sendete im Radio Bayern 2 am 23. und 24. Juli 2011 den Bericht des Journalisten Karl Hoffmann zu Scotlands Tod Dragan – Die unendliche Geschichte eines mutmaßlichen Kriegsverbrechers.